# Willy Wiegand
Willy Wiegand (* 1. Juni 1884 in Bremen; † 30. Oktober 1961 in München) war ein bedeutender Typograf, Mitbegründer und später einziger Leiter der Bremer Presse.

## Leben
Willy Wiegand kam als Sohn  des Leiters des Norddeutschen Lloyd, Heinrich Wiegand, 1884 in Bremen auf die Welt. Nach seinem Jura-Studium und der Promotion zum Doktor juris gründete er mit seinem Schulfreund Ludwig Wilde 1911 die Bremer Presse. Zur intensiven Vorbereitung einer Schrift, die dieser Presse eigen sein sollte, verbrachte er mit seiner Frau Bertha Wiegand und Wolde den Frühling 1913 in Italien, um die Typen der Inkunabeldrucker zu studieren. Auf Grundlage der Typen von Adolf Rusch und Johann von Speyer entwarf Wiegand die erste Antiqua für die Bremer Presse. Für diese Schrift entschied er sich, wie er sagt, weil sie hinter der geistigen Idee eines Textes zurücktrete. Im Ersten Weltkrieg diente er als Artillerieoffizier und wurde während des Bürgerkriegs in Bremen 1918/19 verletzt. In der Presse übernahm er die technische Leitung der Werkstatt und warb weitere künstlerische Mitarbeiter für die Presse an: Josef Lehnacker, Anna Simons und Frieda Thiersch. Eine perfekte Arbeitssymbiose ging er mit dem Stempelschneider Josef Hoell ein, der es wie kein anderer verstand, die Schriftentwürfe Wiegands in Stahl zu schneiden. Wiegand entwarf noch weitere Schriften, so eine Graeca, die sogenannte Homer-Type, eine Fraktur und eine liturgische Schrift. Noch vor dem Zweiten Weltkrieg wandte sich Wiegand der Kartographik zu. Er brachte eine Lokalkarte für die Region des Südostens und Südwestens der Stadt München heraus, mit geologischen und kunsthistorischen Beschreibungen der Landschaft und ihrer Kunstdenkmäler. Eine weitere Karte für das Bodenseegebiet war in Planung, als der Zweite Weltkrieg ausbrach. Vier weitere Karten über Südbayern, Nordtirol bis hin nach Innsbruck erschienen, dazu noch einige Stadtpläne, die jedoch allesamt zu einem ökonomischen Fehlschlag wurden. Er starb in München und liegt neben Laura Vossler, seiner Gefährtin der späten Jahre, auf dem kleinen Friedhof von St. Margarethen, Brannenburg am Inn, begraben.

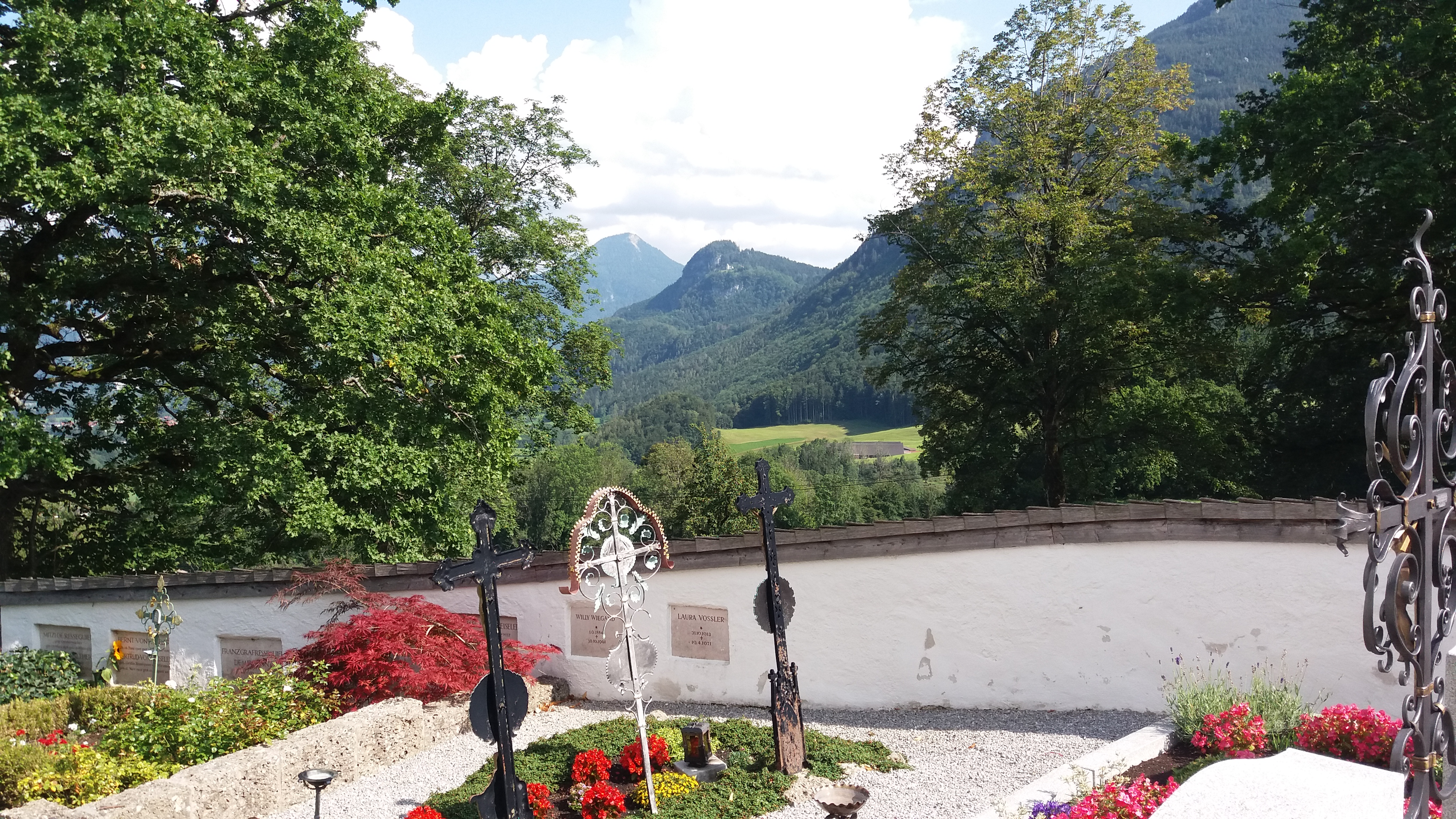
Grabstätte Willy Wiegand, Kirchhof St. Margarethen (Brannenburg)

## Leistungen
Willy Wiegand setzte sich intensiv mit der typographischen Gestaltung des Buches auseinander. Größte Genauigkeit im Satzbild, harmonischer Einklang der Schrift mit ihrem Inhalt, dem Beschreibstoff und den Initialen waren seine Ideale. Dabei wollte er im Gegensatz zu der Cranach-Presse eine strenge Gleichförmigkeit, die sich in der puristischen Verwendung verschiedener Schriften, Formate und Illustrationen zeigt. Er folgt damit weitestgehend den Idealen der Doves Press. Seine Persönlichkeit stellte einen großen Faktor für den Erfolg der Bremer Presse dar. Sein Umgang mit dem literarischen Kuratorium (Rudolf Alexander Schröder, Hugo von Hofmannsthal und Rudolf Borchardt), der von ihm rekrutierte Stab hochqualifizierter und treuer Mitarbeiter (Anna Simons, Frieda Thiersch, Josef Lehnacker) und seine hoher Anspruch führten dazu, dass die Bremer Presse weit über ihre Wirkungszeit hinaus bis heute weltweit Anerkennung für ihre Werke findet. Dabei blieb er stets bescheiden und trat hinter dem Werk zurück.

## Veröffentlichungen
- Willy Wiegand: Die Bremer Presse und ihre Arbeitsweise. In: Imprimatur Jg. 1962/63, Bd. III, Ss. 65ff. – vom Verfasser redigierte Version des Beitrags in Bücherstube. 2, 1922/23, S. 151–160.
- Willy Wiegand: Über Schrift und Sprache. In: Mitteilungen der Akademie zur wissenschaftlichen Erforschung und zur Pflege des Deutschtums. Deutsche Akademie 16, Sep./Okt 1927, S. 601–609.
- Willy Wiegand: German Private Presses. Rede, gehalten im Grolier Club, New York, am 11. April 1929 anlässlich der Eröffnung der Ausstellung deutscher Handpressen-Drucke. In: Imprimatur Jg. 1930, Bd. I, Ss. 101ff.